# Paul Franz

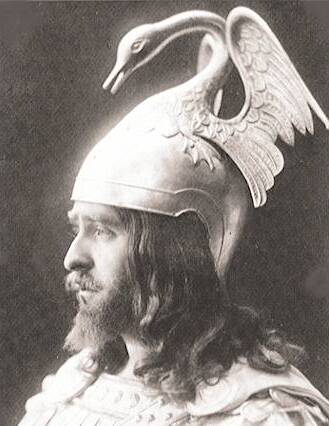
Paul Franz, Lohengrin

Paul Franz, eigentlich François Gauthier (* 30. November 1876 in Paris; † 20. April 1950 in Paris) war ein französischer Opernsänger (Heldentenor). Er galt während seiner von 1908 bis 1937 währenden Bühnenkarriere als einer der großen Wagner-Sänger seiner Zeit.

## Leben
Zu seinen Wagner-Rollen gehörten Lohengrin, Tannhäuser, Parsifal, Walther von Stolzing (Die Meistersinger von Nürnberg), Siegmund (Die Walküre), Siegfried (Siegfried und Götterdämmerung) und Tristan (Tristan und Isolde). Daneben sang er auch Tenorrollen des französischen und italienischen Repertoires. 
Franz gehörte jahrzehntelang zum Ensemble der Pariser Oper. Gastspiele führten in u. a. an das Royal Opera House, Covent Garden, an die Scala und an das Teatro Colón. Ein geplanter Auftritt bei den Bayreuther Festspielen kam wegen des Ersten Weltkriegs nicht zustande.
Nach seinem Rücktritt von der Bühne war er Professor am Pariser Konservatorium. Außerdem war er Komponist und Übersetzer von deutschen Liedtexten.
Franz war mit der Sängerin und Gesangslehrerin Marguerite Monsy verheiratet.